# Augustin Schuldis
Augustin Schuldis (* 25. Oktober 1891 in Oberwinden; † 24. April 1954 in Freiburg im Breisgau) war katholischer Priester, Päpstlicher Hausprälat und Ehrendomkapitular der Erzdiözese Freiburg. Wichtig war im Besonderen seine Arbeit für die Marianischen Kongregationen.

## Leben
Augustin Schuldis wurde 1891 als Sohn einer der ältesten Bauernfamilien in Oberwinden (Schuldishof) geboren, war Schüler der Lenderschen Lehranstalt in Sasbach und machte sein Abitur auf dem Friedrich-Gymnasium Freiburg. Er studierte dann Katholische Theologie an der Universität Freiburg. Er trat am 4. Mai 1921 der KDStV Hercynia Freiburg im Breisgau im CV bei und wurde 1924 er Bandphilister der KDStV Wildenstein Freiburg im Breisgau im CV.
Er war seit dem 19. April 1915 im Kriegsdienst im Ersten Weltkrieg und wurde während eines militärischen Urlaubes am 30. Juni 1915 zu St. Peter zum Priester geweiht. Am 5. Mai 1916 wurde er Lazarettpfarrer und 1917 Feldgeistlicher.
Nach dem Krieg begann er seine Seelsorgearbeit als Kaplan an der Oberen Pfarrei in Mannheim. Im September 1920 wurde er an das Erzbischöfliche Missionsinstitut in Freiburg im Breisgau berufen. 1923 wurde er an der Universität Freiburg zum Dr. theol. promoviert. 1923 wurden ihm das Diösesanpräsidium der Marianischen Jungfrauenkongregation übertragen und die Leitung der Katholischen Frauenjugend (bis 1949), ferner das Diözesanpräsidium der Kaufmannsgemeinschaft St. Lydia (bis 1953), der Hausgehilfinnenvereine St. Notburga, des Deutschen Vereins vom Heiligen Lande; er war 33 Jahre Präses der ältesten Marianischen Kongregation der Erzdiözese Maria Empfängnis, hatte ferner die Leitung der Diözesan-Bild- und Filmstelle (bis 1947), ab 1938 die Leitung der Marianischen Priesterkongregation und ab 1942 des Päpstlichen Werkes für Priesterberufe.
Während 17 Jahren war er Schriftleiter der Zeitschrift Maria und Martha, in den 1920er Jahren auch der Freiburger Vereinskorrespondenz, seit 1946 der Diözesanzeitschrift Seelsorge in der Zeit, und schrieb mehrere volksliturgische Andachtstexte. Die beiden letzten Schriften aus seiner Feder waren das Salve Regina, als erstes deutschsprachiges Handbuch für die Marianischen Kongregationen, und der Leitfaden Werk aller Werke über das Päpstliche Werk für Priesterberufe. In den Jahren nach dem Ersten Weltkrieg war er vielfach auf Volksmissionen tätig, hielt über 30 Exerzitien für die verschiedensten Stände, zahllose Konferenzen, Schulungskurse und Arbeitstagungen. Im Jahre 1929 war er als 1. Schriftführer des Lokalkomitees der Organisator des Freiburger Katholikentages. Im Zweiten Weltkrieg leitete er die Kriegshilfestelle der Erzdiözese Freiburg. 1948 überstand er eine schwierige Operation.
Bis Oktober 1953 konnte er seine Aufgaben trotz schwerer Erkrankung ausüben, danach konnte er dies aufgrund seiner Erkrankung nicht mehr tun. Er starb am 24. April 1954. Er wurde in seiner Heimatgemeinde Oberwinden begraben.

## Ehrungen
1930 wurde Schuldis Philistersenior der K.D.St.V. Wildenstein Freiburg im Breisgau im CV, 1936 wurde er zum Päpstlichen Geheimkämmerer, 1943 zum Päpstlichen Hausprälaten, 1950 zum Ehrendomkapitular und zum Ehrenkonventualkaplan des Souveränen Malteserordens und 1942 zum Komtur des Ritterordens vom heiligen Grab zu Jerusalem und Prior der Südwestdeutschen Provinz dieses Ordens ernannt.

## Schriften
- Die Stellung des katholischen Religionsunterrichtes in den badischen Elementarschulen von der Saecularisation bis zur Besetzung des erzbischöflichen Stuhles in Freiburg i. Br. (1803–1827), Dissertation Freiburg 1923.
- „Geist und Feuer“: Firmenerneuerung katholischer Jugend ; unter Verwendung des Textes der heiligen Firmung und einiger Gebetstexte aus dem „Magnifikat“, Erzb. Missionsinstitut 1936.
- Zum 40jährigen Priesterjubiläum Seiner Exzellenz des Hochwürdigsten Herrn Dr. Conrad Gröber, Erzbischofs von Freiburg, 28. Oktober 1937, Erzb. Missionsinstitut 1937.
- Jesus Christus – der König. Eine kirchliche Feierstunde, Erzb. Missionsinstitut 1939.
- Heilige Elisabeth, Freude Gottes und Ehre der Menschen. Eine kirchl. Feierstunde, Erzb. Missionsinstitut 1939.
- Macht weit die Pforten in der Welt: Eine Feier f. d. Advent, Erzb. Missionsinstitut 1939.
- Von Unserer Lieben Frau, Erzb. Missionsinstitut 1940.
- Inwendiger Reichtum, Erzb. Missionsinstitut 1947.
- Jesus Christus, Lehrer, Priester, Hirte. Eine kirchliche Priesterfeier für Primiz und Investitur, für Priesterjubiläen und sonstige Priesterfeiern, Erzb. Missionsinstitut/Rombach 1949.
- Königin, gedenke! Wine Marianische Feier, Erzb. Missionsinstitut/Rombach 1950.
- Priesterweihe. Eine Feierstunde, Calig 1950.
- Zur neuen Lebensform der CV-Verbindungen, Cartellverband 1952.
- Werk aller Werke: das Päpstliche Werk für Priesterberufe ; seine Errichtung und seine Entfaltung in den Diözesen Deutschlands, Päpstl. Werk für Priesterberufe in d. Diözesen Deutschlands, 1955.
- Volksliturgische Feiern: Ernte-Dank. Eine kirchliche Feier, Erzb. Missionsinstitut/Rombach 1956.